# Mathieu Frans Daniëls
Mathieu Frans Daniëls-de Weck, auch Mattheus Franciscus oder Matthieu François (* 4. November 1860 in Nijmegen; † 16. November 1918 in Freiburg im Üechtland) war ein niederländischer Mathematiker und Hochschullehrer.

## Leben

### Herkunft, Ausbildung und Privatleben
Er kam 1860 als Sohn von Johannes Hubertus Daniels (1821–1901) und Petronella Felet (1815–1889) in der Stadt Nijmegen zur Welt. Seine Studien führten ihn an die Universität Utrecht und die Universiteit van Amsterdam. An letzterer wurde er 1890 mit einer Dissertation über lineare Kongruenzen bei Adrianus Jacobus van Pesch (1837–1916) promoviert.
Am 29. Juli 1903 heiratete er in der Schweizerischen Gemeinde Villars-sur-Glâne Nathalie Marie Ernestine de Weck (1873–1952). Das Paar hatte mit Anne, « Anny » (1904–1982), und Marie-Therese Leontine Canisia, « Mimmy » (1906–1999) zwei gemeinsamen Tochter.

### Berufliche Karriere
Nach Abschluss seines Studiums war Daniëls zunächst zwischen 1881 und 1896 als Mathematiklehrer an der Hogereburgerschool und am Gymnasium der Abtei Rolduc in Kerkrade tätig.
Am 27. Mai 1896 entschieden die verantwortlichen Personen – Józef Wierusz-Kowalski (Dekan), Heinrich Adolph Baumhauer (Vizedekan), Maurice Arthus (Senatsdelegierter) – der kurz zuvor gegründeten Mathematisch-Naturwissenschaftlichen Fakultät an der Universität von Freiburg im Üechtland in der Schweiz in ihrer ersten Sitzung, Ludwig Kathariner für Zoologie und Daniëls für Mathematik als öffentliche Bildungsdirektoren vorzuschlagen. Daniëls nahm den Ruf an und wechselte an die Universität, wo er somit an der frühen Entwicklung der Fakultät mitwirken konnte. Bald darauf wurde offiziell das Institut für Mathematik gegründet, an dem er für angewandte Mathematik und Matyáš Lerch für allgemeine Mathematik die ersten Professoren waren. 1901/02 amtierte Daniëls als Dekan der Fakultät. Im Studienjahr 1905/06 war er Rektor und 1906/07 Vizerektor der Universität.
Daniëls dozierte in der Regel zweisprachig auf Deutsch und Französisch. Zu seinen bekanntesten Studenten zählten der Benediktinerpater, Naturforscher und Pädagoge Damian Buck sowie der später ebenfalls als Mathematikprofessor tätige Michel Plancherel. Daniëls war ein Befürworter des Frauenstudiums und  gehörte 1903 zu einer Gruppe von Professoren, die das Studienprogramm für die Frauenakademie vom Heiligen Kreuz entwarfen. Diese entstand in Freiburg unter der Ägide der Schwestern vom Heiligen Kreuz und nahm zum Herbst 1904 die Lehre auf. An der Universität selbst waren bis 1905 keine Studentinnen zugelassen und 1907 immatrikulierten sich die ersten Frauen. Daniëls förderte insbesondere die Freiburgerin Anna Hug (1884–1958), die zunächst an der Akademie Biologie, Physik und Mathematik studierte und 1907 an die Universität wechselte. Sie war die erste Freiburger Mathematikstudentin.